# Anna Larsson
Anna Larsson (2 gennaio 1922 – 14 giugno 2003) è stata una mezzofondista svedese, specializzata negli 800 metri piani.
Ha al suo attivo diversi record mondiali in questa specialità. Tra il 1943 e il 1949 fece registrare sette record nazionali svedesi e non perse mai una gara sugli 800 metri piani durante la sua carriera.
Lavorò nella fattoria di famiglia a Öskevik, vicino Nora, in Svezia, fino al suo matrimonio nel 1947.

## Record mondiali
- 800 metri piani:
  - 2'15"9 ( Stoccolma, 27 agosto 1944)
  - 2'13"8 ( Helsingborg, 19 agosto 1945)
  - 2'13"8 ( Stoccolma, 30 agosto 1945)

## Campionati nazionali
- 7 volte campionessa svedese degli 800 metri piani (1943-1949)